# فيلا ايربا

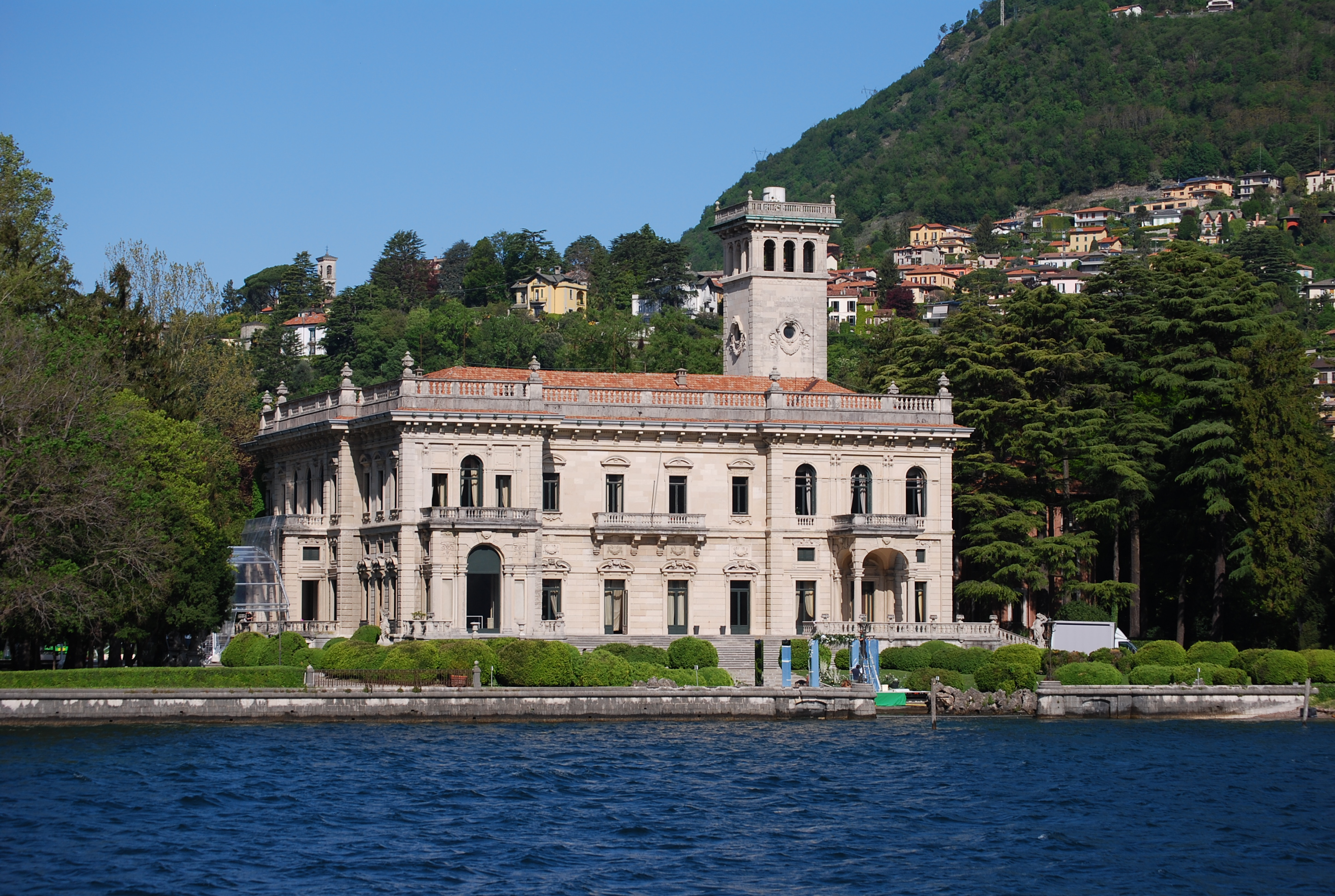

فيلا إربا هي فيلا من القرن التاسع عشر تقع في سيرنوبيو ، على الشاطئ الغربي لبحيرة كومو في شمال إيطاليا. يقع موقعها ليس بعيدًا عن فندق فيلا ديستي الفاخر في سيرنوبيو.
بُنيَت هذه الفيلا على يد لويجي إربا، شقيق رجل الأعمال الإيطالي البارز كارلو إربا ( مؤسس شركة إربا للأدوية )، تعبيرًا عن عظمته. بعد وفاة لويجي إربا، ورثت الفيلا ابنته كارلا (1880-1939)، واستخدمها أفراد عائلتها، بمن فيهم ابنها لوتشينو فيسكونتي .
في عام 1986، تم شراء العقار من قبل اتحاد عام لاستخدامه كمركز للمعارض والمؤتمرات.